# Eta de la Balena
Eta de la Balena (η Ceti) és una estrella en la constel·lació equatorial de la Balena. Té el nom tradicional de Deneb Algenubi o Algenudi. La magnitud aparent d'aquesta estrella és de +3.4, que la situa en la quarta més brillant en aquesta constel·lació. La distància a aquesta estrella es pot mesurar directament utilitzant la tècnica de la paral·laxi, donant un valor de 123,9 anys llum (38,0 parsecs).
És una estrella gegant amb una classificació estel·lar de K1 III, havent esgotat l'hidrogen en el seu nucli i evolucionat en la seqüència principal d'estrelles com el sol (la classificació és a vegades enllistada com a K1.5 IIICN1Fe0.5, indicant una abundància major que el normal de cianogen i ferro en relació amb altres estrelles de la seva classe) És una estrella d'agrupament vermell que està generant energia a través de la fusió nuclear de l'heli del seu nucli.
Eta de la Balena pot ser una mica més massiu que el Sol i el seu embolcall exterior s'ha ampliat a 15 vegades el radi solar. Està radiant a 74 vegades més lluminositat que el sol de la seva atmosfera exterior a una temperatura efectiva de 4.356 K. Aquesta calor dona a l'estrella la resplendor taronja d'una estrella de tipus K.

## En la cultura
El nom Deneb Algenubi ve de l'àrab ذنب ألجنبي - ðánab al-janūbii, que significa la cua sud del monstre marí. En el catàleg d'estrelles en el Calendarium d'Al Achsasi al Mouakket, aquesta estrella va ser designada Aoul al Naamat (أول ألنعمة - awwil al naʽāmāt), que va ser traduïda al llatí com a Prima Struthionum, que significa el primer d'estruç. Aquesta estrella, juntament amb θ Cet (Thanih al Naamat), τ Cet (Thalath Al Naamat), ζ Cet (Baten Kaitos) i υ Cet, on Al Naʽāmāt (ألنعمة), Estruços de Gallina.
En xinès, 天倉 (Tiān Cāng), que significa Plaça Celestial Graners, que es refereix a un asterisme format per η Ceti, ι Ceti, θ Ceti, ζ Ceti, τ Ceti i 57 de la Balena. Conseqüentment, η Ceti és conegut com a 天倉二 (Tiān Cāng èr, català: la Segona Estrella de la Plaça Celestial Graners.)